# Ophrynia uncata
Ophrynia uncata là một loài nhện trong họ Linyphiidae.
Loài này thuộc chi Ophrynia. Ophrynia uncata được miêu tả năm 1986 bởi Rudy Jocqué & Scharff.